# Archidium
Archidium là một chi có khoảng 35 loài rêu; đây là chi duy nhất thuộc họ Archidiaceae và bộ Archidiales.

## Các loài
Chi này có các loài sau (tuy nhiên danh sách này có thể chưa đủ):
- Archidium elatum, Dixon & Sainsbury
- Archidium ohioense
- Archidium stellatum
- Archidium hallii